# Arkiv za povjestnicu jugoslavensku
Arkiv za pověstnicu jugoslavensku prvi je hrvatski povijesni časopis.

## Povijest
Uređivao ga je Ivan Kukuljević Sakcinski, a izdalo Družtvo za jugoslavensku povestnicu i starine u 12 knjiga (od 1851. – 1875.). Da se omogući tiskanje djela iz hrvatske povijesti, pozvalo je Bansko Vijeće nekoliko književnika na dogovor, gdje su odlučili da se osnuje Družtvo za Jugoslavensku pověstnicu i starine, koje će izdavati Arkiv. Među darovateljima društva istakli su se pokrovitelj ban Jelačić, knez Mihailo Obrenović i mnogi drugi.

## Sadržaj
Arkiv se uglavnom osvrće na povijest Hrvatske, no donosi i članke iz povijesti ostalih slavenskih naroda (prilozi su tiskani i na slovenskom i češkom).
Među najvažnijim člancima i brojnim povijesnim dokumentima nalaze se u Arkivu i važnije Kukuljevićeve rasprave Tiskari jugoslavenski 15. i 16. věka, Život Jurja Julia Klovia, slikara hrvatskog te bibliografija historijskih hrvatskih knjiga od 1846. dalje, zatim Razvod istarski od Ante Starčevića i Poljički statut od Matije Mesića itd.
Prvi svezak izišao je 1851., a posljednji (br. XII) 1875., a kako je u zadnjem broju donesen popis radova u svim svescima Arkiva, razvidna je prevladavajuća Kukuljevićeva uloga u njima.

## Vanjske poveznice
- Hrvatski časopisi, povijesni pregled, Hrvatsko informacijsko i dokumentacijsko društvo, www.hidd.hr
- Arkiv za pověstnicu jugoslavensku, Hrvatska enciklopedija, www.enciklopedija.hr